# Bugatti Type 13

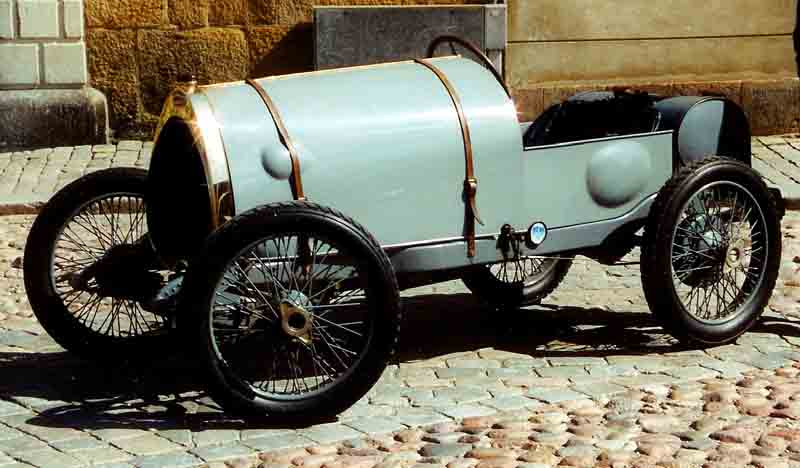
Bugatti Typ 13 Brescia. 1922

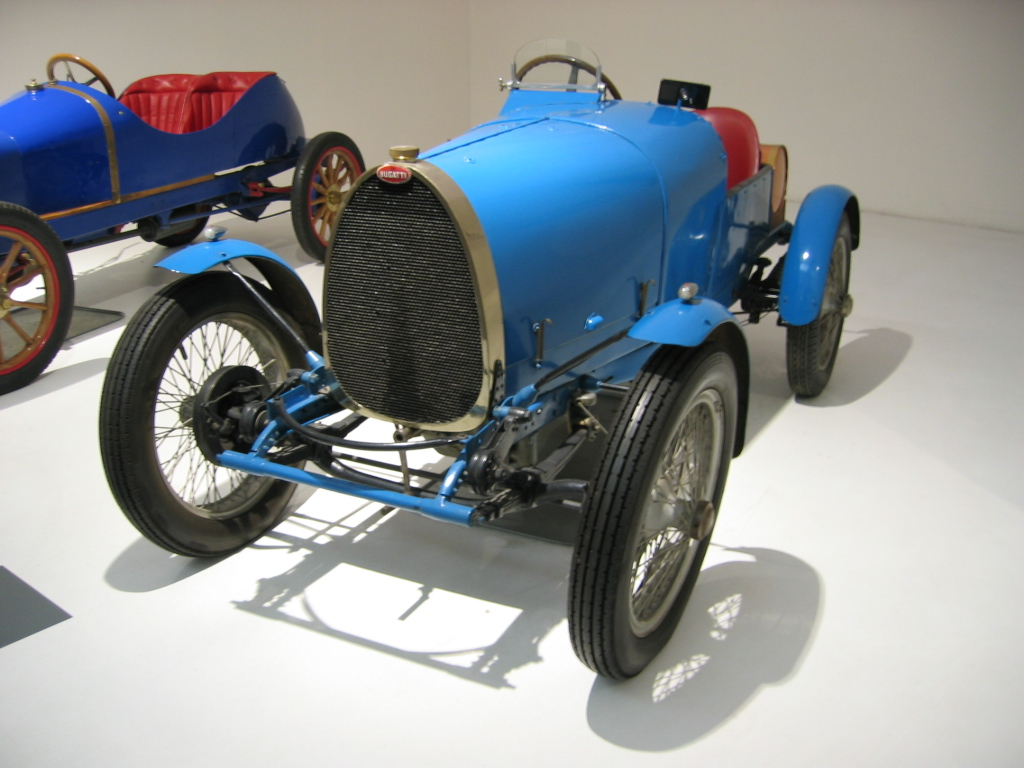
Збережена Bugatti Type 13. 2008

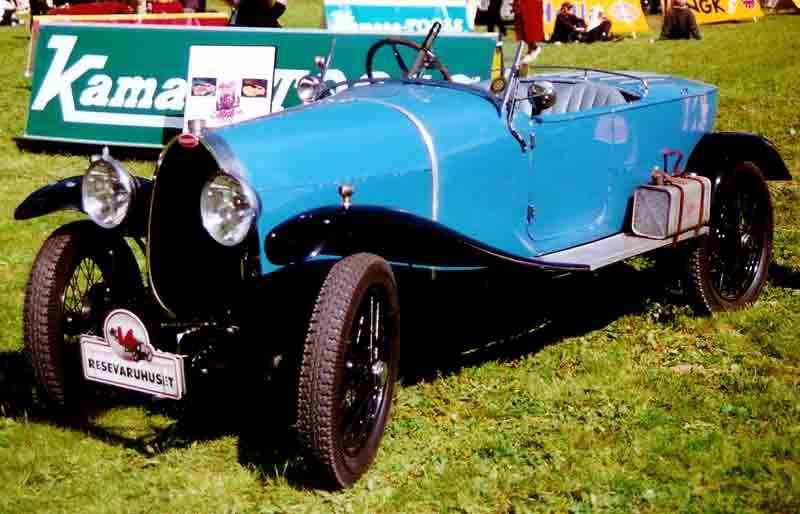
Bugatti Typ 23 Brescia. 1925

Bugatti Type 13 — виготовлявся французькою компанією Bugatti. Це була перша модель, розроблена Етторе Бугатті (1910). Випускалась у 1910-1914 та 1919-1920/26 роках. Було збудовано 2005 машин Type 13, 22, 23 "Brescia" (до 1926) і 485 машин Type 13, 15, 17 (до 1920).
До цього Бугатті розробляв моделі машин для "Prinetti & Stucchi", "Deutz" та інших, що носили позначення Тиа 1 до 12. До початку праці на заводі у Молсгаймі Бугатті вдосконалив конструкцію гоночної моделі Type 13. Він поставив здвоєний карбюратор Zenith, досягнувши потужності 30 к.с. при 4500 об/хв. у 1910 було виготовлено 5 машин. У Гран-Прі Франції на автодромі Ле-Манс 1911 автомобіль завершив гонку на 2 місці. Війна перервала випуск машин, а після її завершення Бугатті відновив випуск спортивних машин. У Ле Мані 1920 його автомобіль зайняв перше місце, але був дискваліфікований. На Гран Прі Брешія 1921 Bugatti Type 13 зайняли 1, 2 ,3, 4 місця, після чого дані моделі отримали назву "Brescia". З 1926 автомобілі отримали гальма на передніх колесах.
Колісна база Bugatti Type 13 становила 2000 мм при вазі 450 кг. Атмосферний 4-циліндровий рядний мотор об'ємом 1368 см³ мав розміщений зверху розподільчий вал і по 2 клапани на циліндр (60×100 мм). При виробництві даної моделі були встановлені форми кузова, радіатора, кольори, що багато в чому визначали вигляд наступних моделей "Bugatti". Подальшим розвитком стала модель Bugatti Type 30, Bugatti Type 35.
- Модифікація Type 15 (1910-1913) мала колісну базу 2400 мм,  змінені радіатор і ресори.
- Модифікація Type 17 (1910-1913) мала мотор об'ємом 1327 см³ при 15 к.с., колісну базу 2550 мм.
- Модифікація Type 22 (1913-1926) була варіантом Type 15 з овальним радіатором, колісною базою 2400 мм.
- Модель Type 23 (1913-1926) повторяла версію Type 17 з радіатором Type 22, колісною базою 2550 мм.

На основі Type 23 "Brescia" впродовж 1920-1926 було виготовлено 2000 спортивних автомобілів з кузовом родстер.